# Greatest Hits (Joe Cocker)
Greatest Hits è un album discografico di raccolta del musicista rock britannico Joe Cocker, pubblicato nel 1998.
Il disco include tre brani inediti, tra cui un duetto live con Eros Ramazzotti.

## Tracce
1. Summer in the City (John Sebastian, Mark Sebastian, Steve Boone) – 3:48
2. Could You Be Loved (Bob Marley) – 4:12
3. The Simple Things (Rick Neigher, Phil Roy, John Shanks) – 4:46
4. N'Oubliez Jamais (Jim Cregan, Russ Kunkel) – 4:40
5. Have a Little Faith in Me (John Hiatt) – 4:15
6. What Becomes of the Brokenhearted (William Weatherspoon, Paul Riser, James Dean) – 4:10
7. Don't Let Me Be Misunderstood (Bennie Benjamin, Gloria Caldwell, Sol Marcus) – 3:53
8. Delta Lady (Leon Russell) – 3:17
9. You Are So Beautiful (Billy Preston, Bruce Fisher) – 2:44
10. That's All I Need to Know (live) (feat. Eros Ramazzotti) – 4:00
11. Let the Healing Begin (Tony Joe White) – 4:15
12. Tonight (Gregg Sutton, Max Carl) – 4:45
13. Night Calls (Jeff Lynne) – 3:26
14. Don't You Love Me Anymore (Albert Hammond, Diane Warren) – 5:08
15. When the Night Comes (Bryan Adams, Jim Vallance, Warren) – 4:44
16. You Can Leave Your Hat On (Randy Newman) – 4:12
17. Unchain My Heart (Teddy Powell, Robert Sharp Jr.) – 5:03
18. With a Little Help from My Friends (live) (John Lennon, Paul McCartney) – 5:56